# Begleitläufer

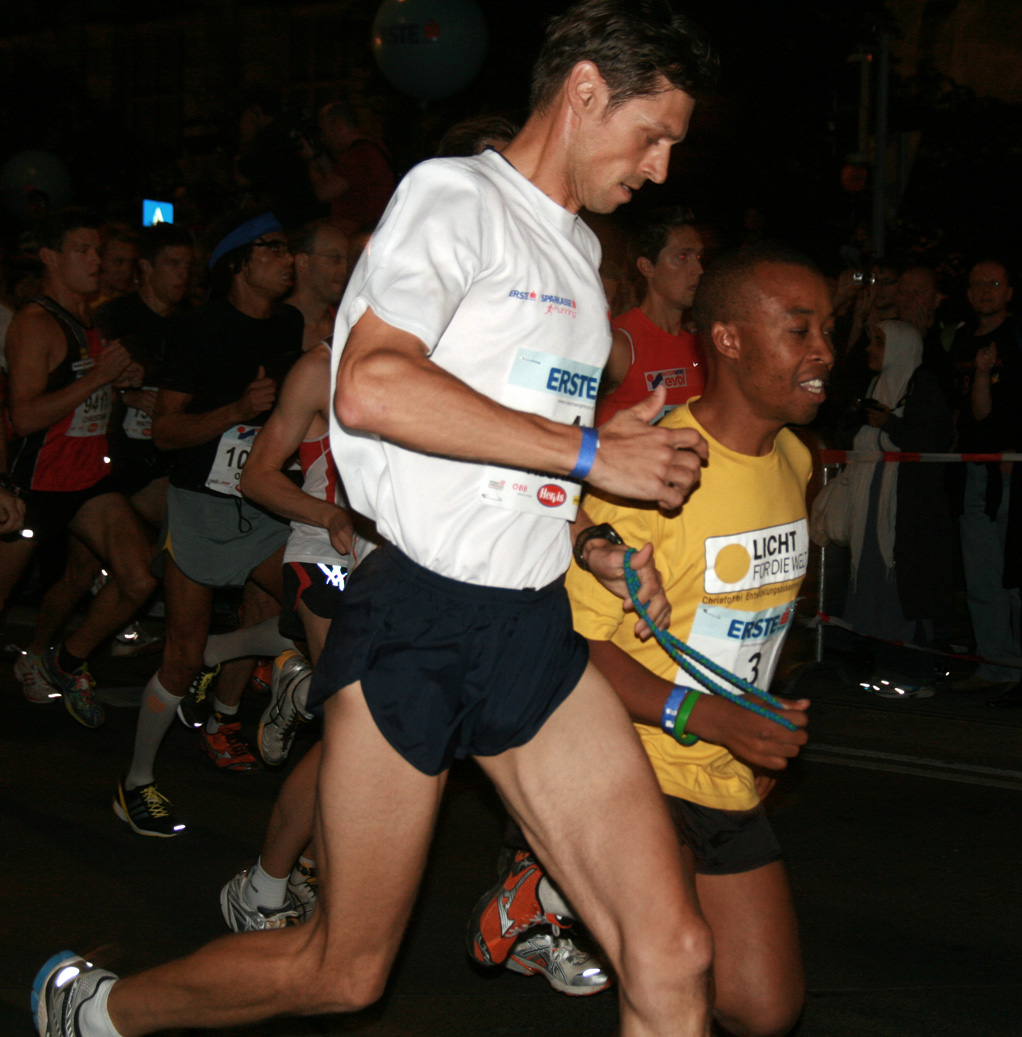
Michael Buchleitner als Begleitläufer für Henry Wanyoike (Wien 2009)

Sehbehinderte oder blinde Athleten sind bei der Ausübung ihres Sports oft auf Begleitläufer, oft auch Guide genannt, angewiesen.

## Laufsportarten
Der Begleitläufer führt den behinderten Athleten über die Wettkampfstrecke. Besondere Bedeutung kommt dem Begleitläufer im Skilanglauf und Biathlon zu. Hier lenkt er mittels detaillierter Ansagen den sehbehinderten Athleten durch die Spur. Anweisungen erfolgen zumeist unter Zuhilfenahme des Uhrzeigersystems. So ist eine scharfe Rechtskurve gleichbedeutend mit der Angabe „drei Uhr“. Lauftandems werden deutschlandweit durch das Guidenetzwerk Deutschland, eine Online-Plattform, ehrenamtlich verwaltet.

## Blindenfußball
Im Blindenfußball gehört ein Guide zu jedem Team; er steht hinter dem gegnerischen Tor und kann seinen blinden Mitspielern im Angriffsdrittel Anweisungen geben. Damit sorgt er dafür, dass die Torposition immer klar lokalisiert werden kann.